# Dongfeng 580
Dongfeng 580 — кроссовер, выпускаемый с 2016 года китайским автопроизводителем DFSK Motor (совместное предприятие Dongfeng и Sokon).
На домашнем китайском рынке продаётся под суббрендом как Fengguang/Fengon 580 (кит. яз. 东风风光580), на внешних рынках Азии представлен под названием DFSK Glory 580, на рынках Европы и России продаётся как DFM 580.
С 2021 года параллельно с первым поколением на домашний рынок Китая модель вышла как второе поколение модель New Fengon 580.

## Первое поколение
Модель Dongfeng 580 представили в 2016 году на Пекинском автосалоне и выпустили на рынок Китая в июне 2016 года. На рынке Китая автомобиль предлагался по цене от 80 900 до 123 000 юаней в двух комплектациях: Comfort и Luxury, первая либо с 1,8-литровым двигателем SFG18 (132 л. с.) и 5-ступенчатой «механикой», либо с 1,5-литровым турбомотором (150 л. с.) с 6-ступенчатой "механикой или вариатором, в то время как комплектация Luxury доступна только с турбомотором. Привод — только передний.
В 2018 году модель прошла рестайлинг, получив изменённые передний и задний бамперы, новый дизайн задних фонарей и обновлённый салон.
С июля 2019 года как «топовая» также выпускается версия версия модели 580 Pro, с отличающимся дизайном передней и задней частей и оснащающаяся 6-ступенчатым «автоматом», но эта модель представлена только на внутреннем рынке Китая, хотя под названием DFSK Glory i-Auto с середины 2020 года также продаётся в Индонезии и Таиланде.
С 2021 выпускается второе поколение модели New Fengon 580, при этом выпуск первого поколения был продолжен как Fengon 580 Red Star Edition.

### Галерея

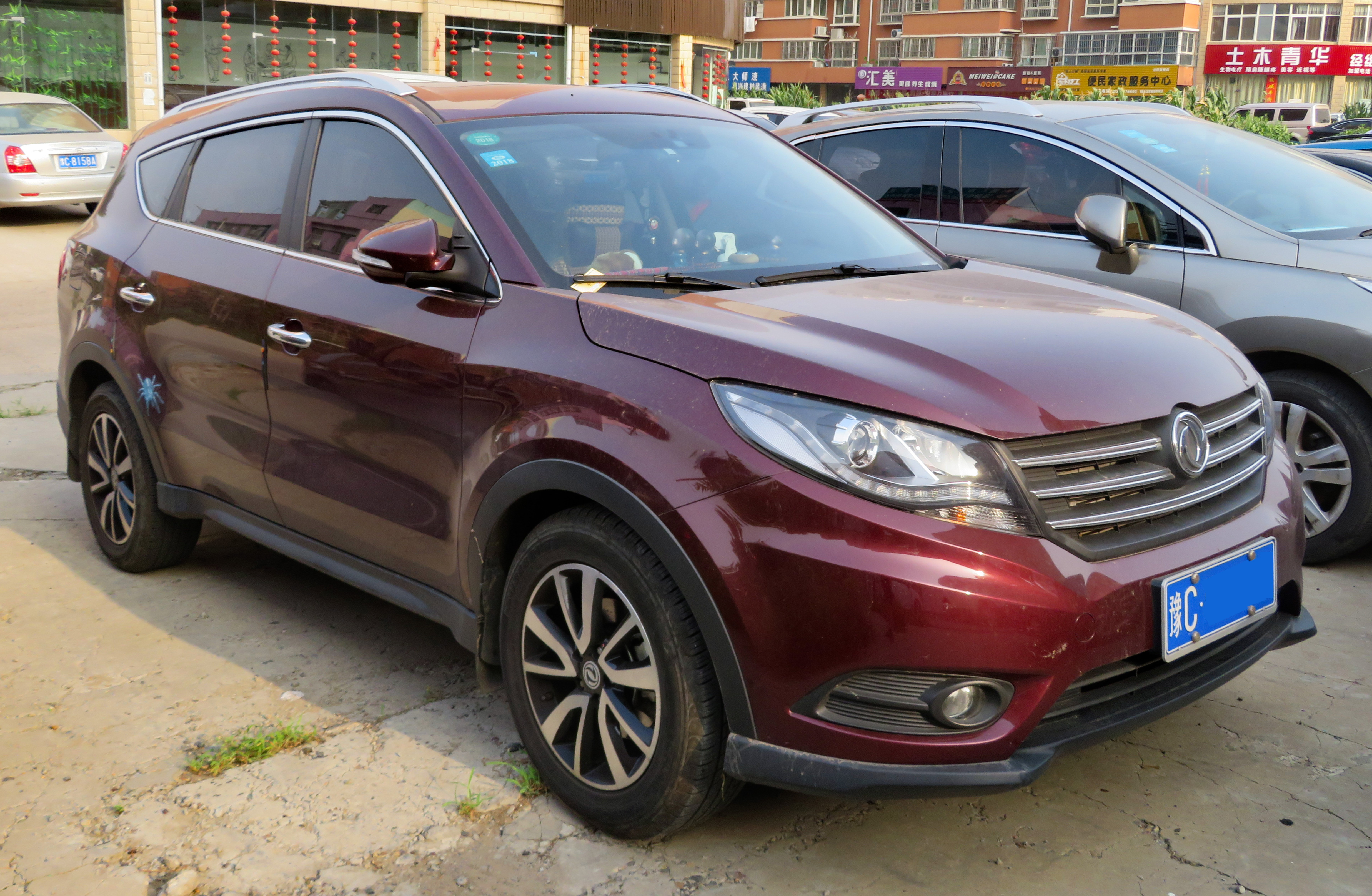
2016—2018, до фейслифта
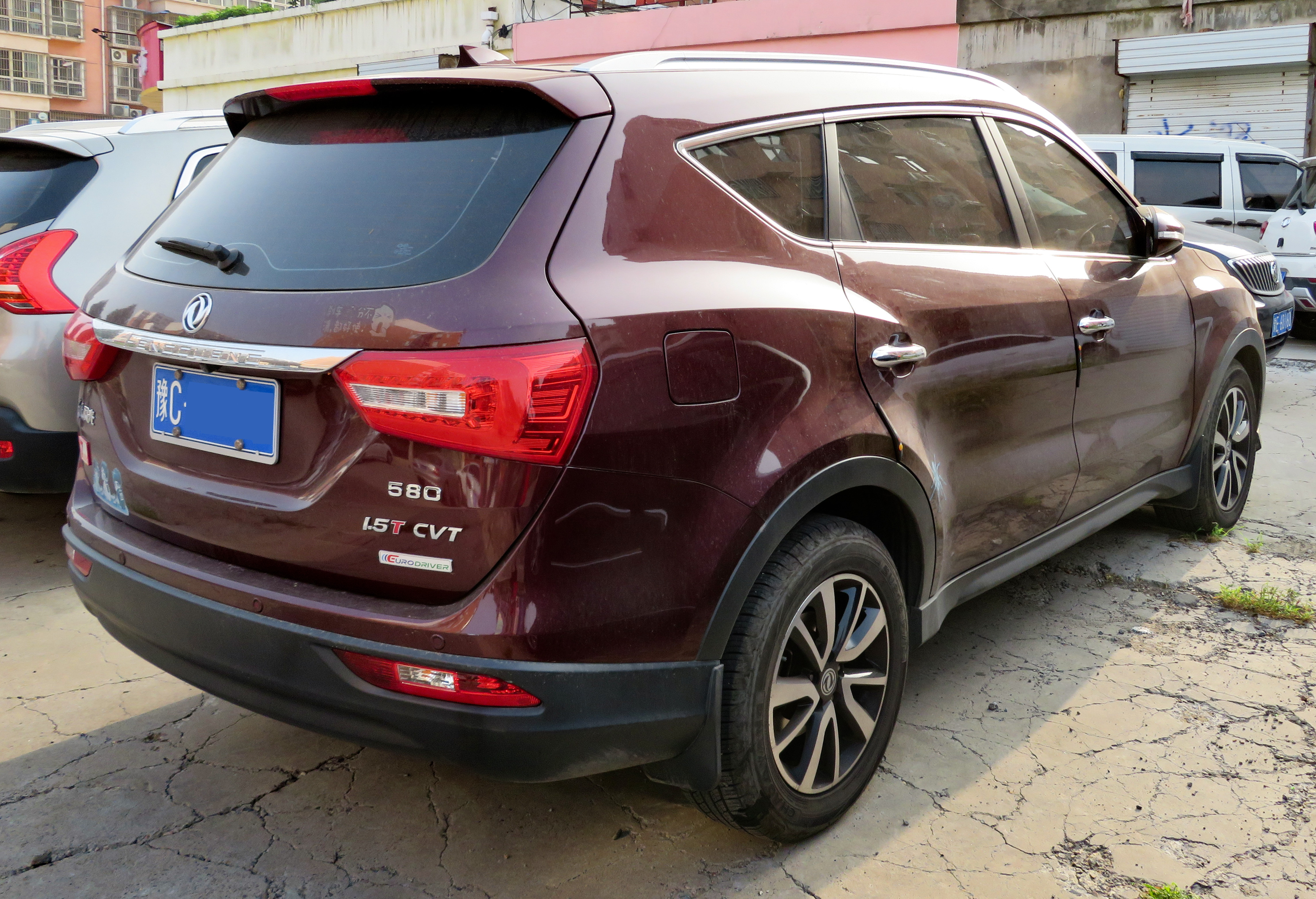
2016—2018, до фейслифта

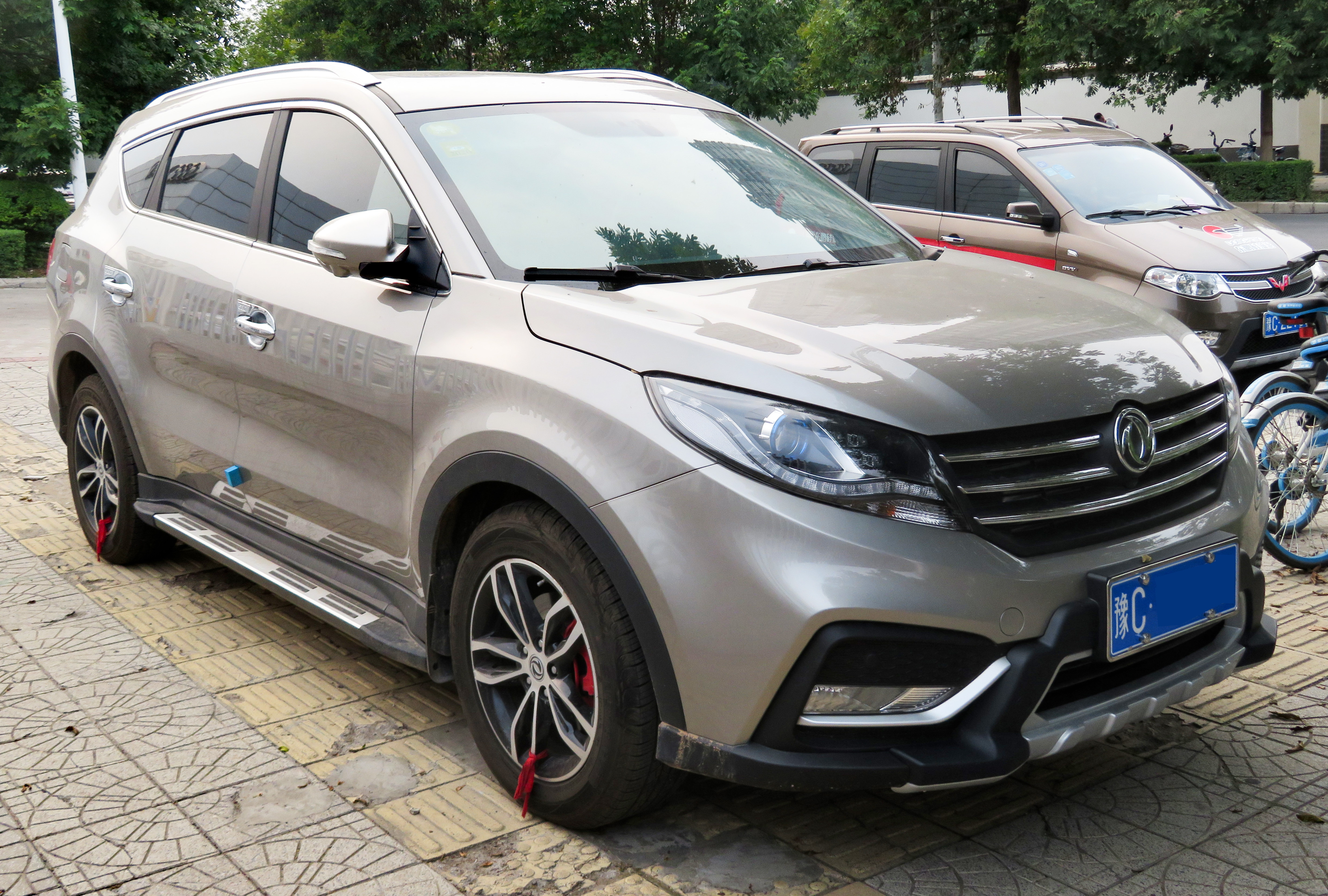
после фейслифта 2018 года
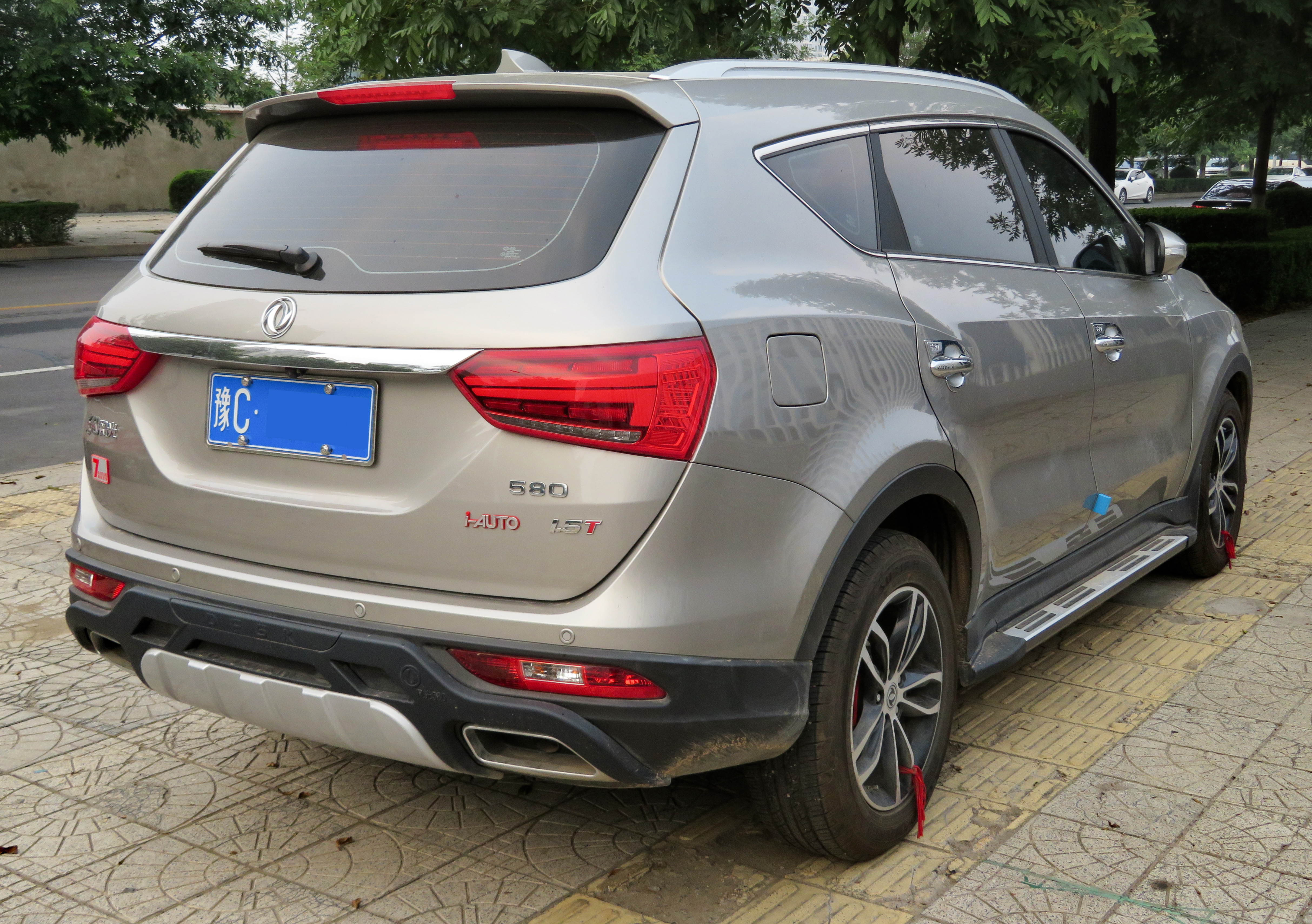
после фейслифта 2018 года

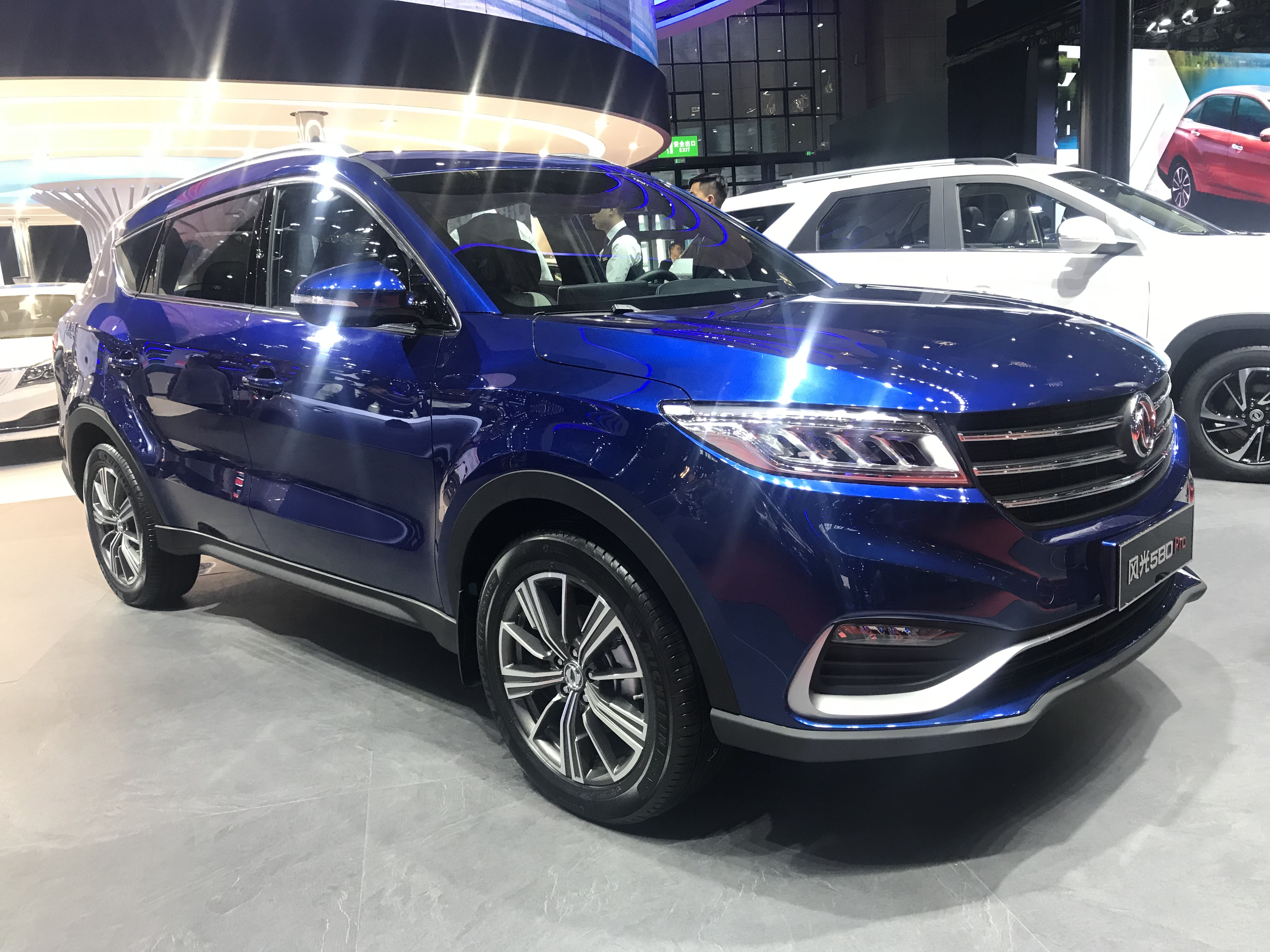
версия 580 Pro
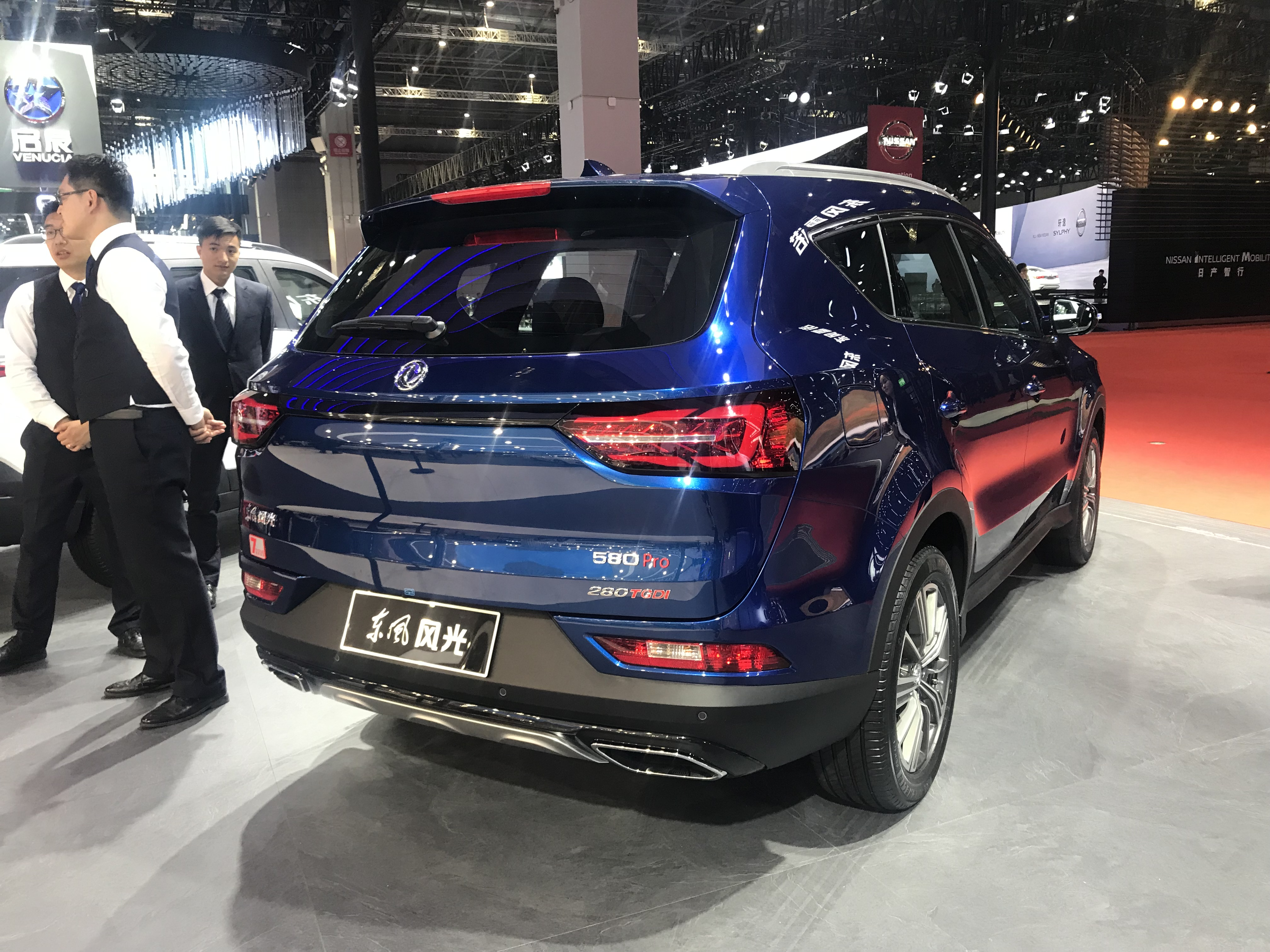
версия 580 Pro

### На внешних рынках
В 2018—2020 годах модель как DFSK Glory собиралась в Индонезии на заводе DFSK, но из-за низкого спроса сборка была прекращена.
Также в Азии продаётся в Бангладеш с конце 2018 года, в Непале с марта 2019 года, в Гонконге с октября 2019 года и в Марокко с февраля 2020 года.
С апреля 2019 года продаётся в Пакистане, где в Лахоре налажена сборка из машинокомплектов.
С 2019 года представлена в Европе, продажи начались в Испании, где машины с 1.5-литровым турбомотором и вариатором в двух версиях: Luxury (22 тысячи евро) и Intelligent (24 тысячи евро).
На рынке России автомобиль продаётся с августа 2019 года. Статистика продаж: в 2019 году на учёт поставлено 73 экземпляра, в 2020 — 79, в первом полугодии 2021 года — ни одной машины, однако, низкие продажи компания связывала с усложнением логистики из-за пандемии, и продажи модели были перезапущены в июне 2021 года.

## Второе поколение
В 2021 году одновременно с выпуском первого поколения вышло второе поколение модели под названием New Fengon 580.
Габаритные размеры кузова немного увеличились, автомобиль оснащается турбомотором TGDI объёмом 1,5 л и мощностью 184 л. с. с 6-ступенчатым «автоматом».
Модель представлена только на рынке Китая, цена от 95,9 до 129,9 тыс. юаней.

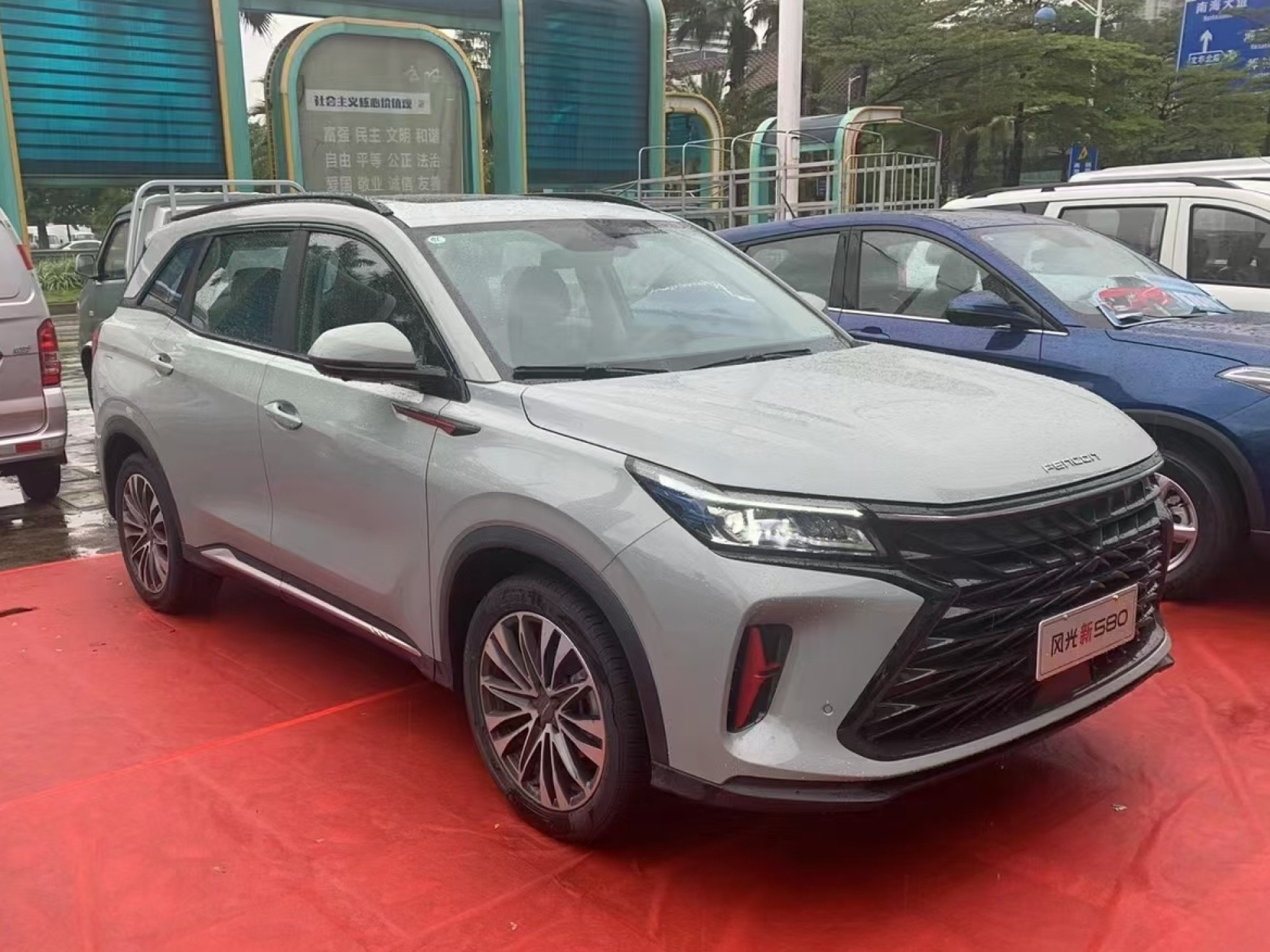
New Fengon 580
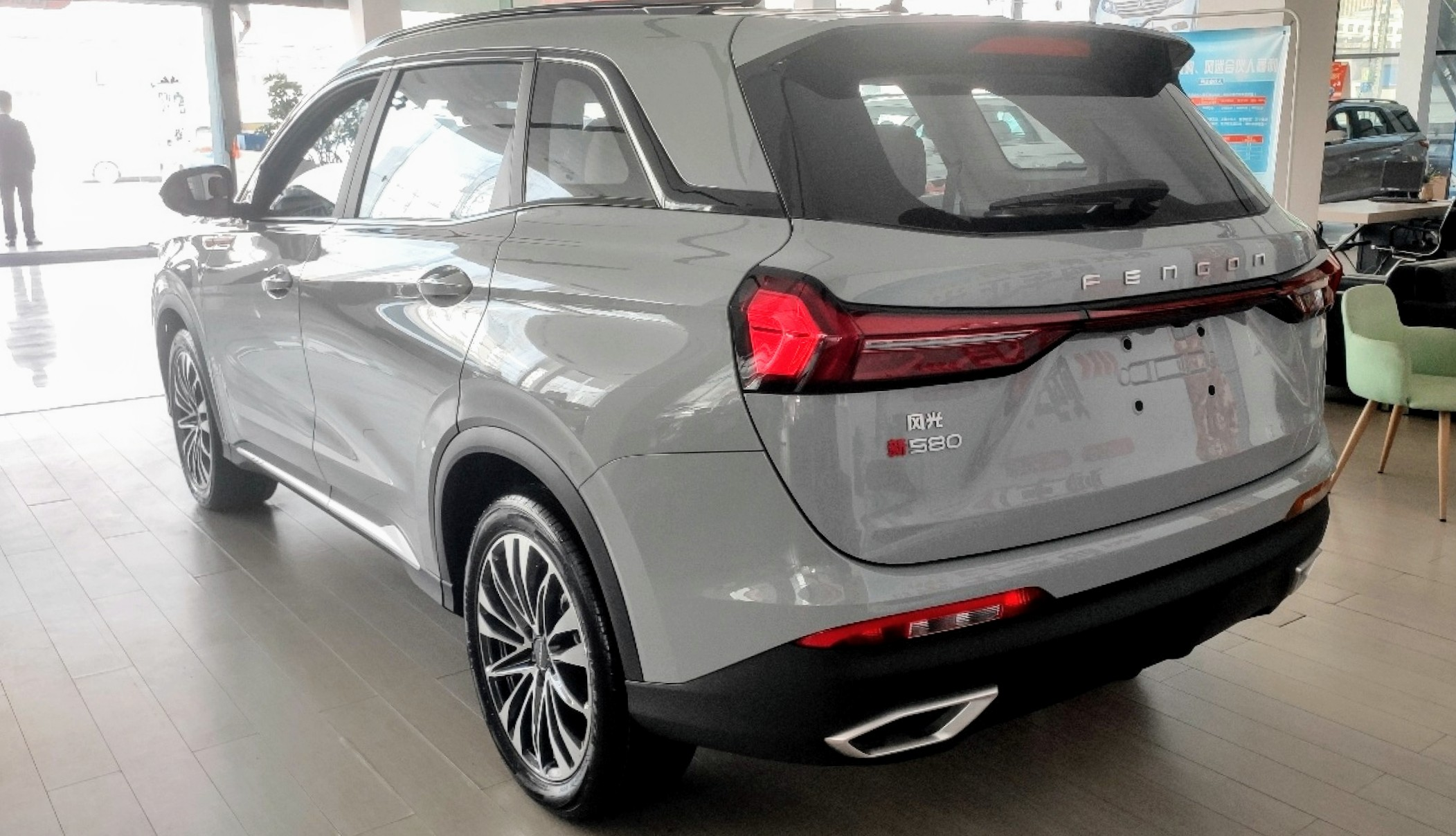
New Fengon 580

### Landian E5
В марте 2023 года под названием Landian E5 был представлена гибридная версия второго поколения, имеющая другое оформление передней части. Оснащается 1,5-литровым подключаемым гибридным двигателем от FinDreams и электрической гибридной системой DHT300 от компании BYD, запас хода составляет 1150 км, расход топлива составляет 5,5 л/100 км.
В декабре 2023 года компания «Моторинвест» анонсировала план выпуска модели в России под названием Evolute i-Space, в январе 2024 года открыт предзаказ на модель.

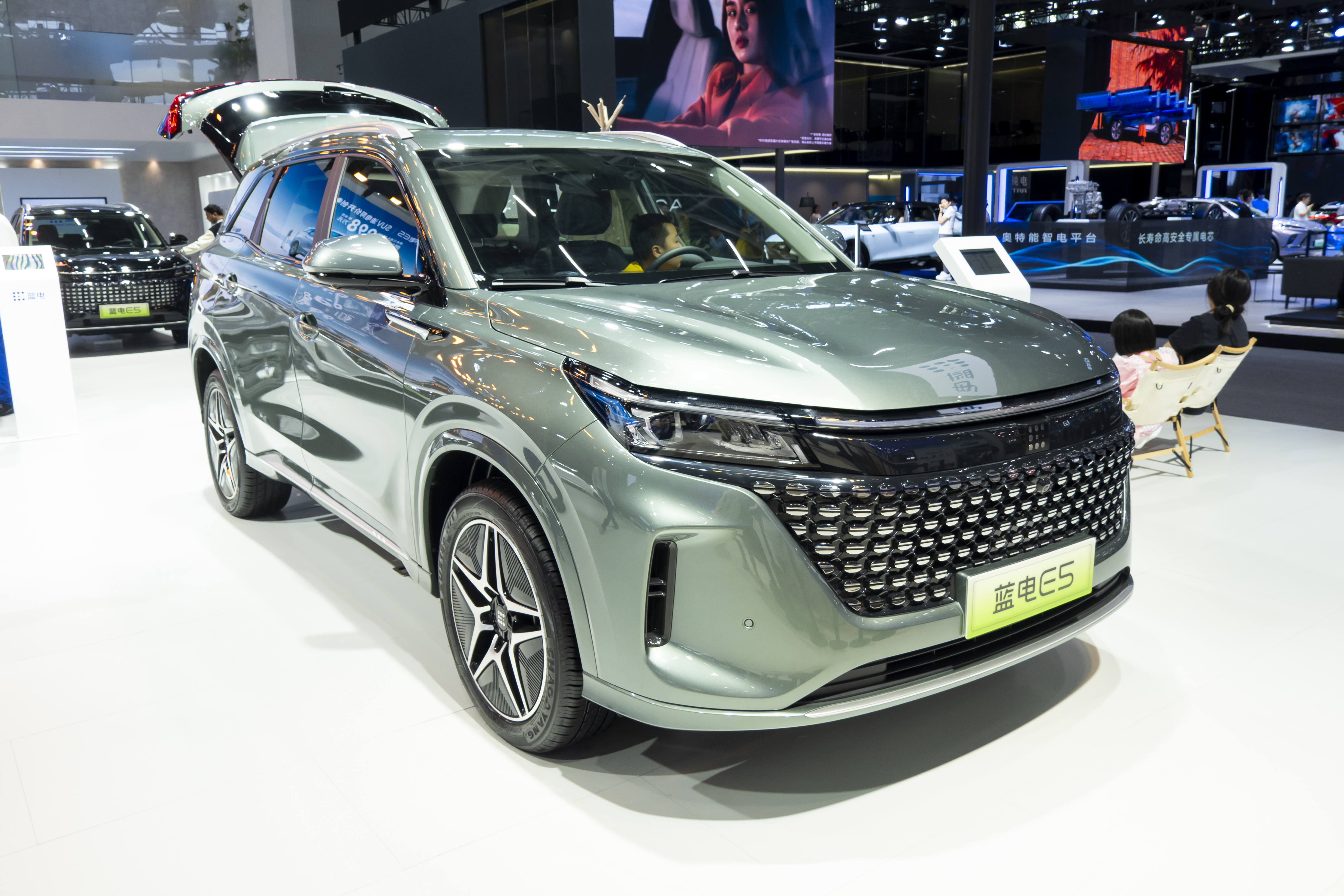